# Bessho Nagaharu
Bessho Nagaharu (別所 長治?   1558 - 2 de febrero de 1580) fue un daimyō japonés del período Sengoku.
Bessho Nagaharu se enfrentó a las tropas de Toyotomi Hideyoshi, quien en ese momento actuaba bajo las órdenes de Oda Nobunaga, cuando este último ordenó asediar el Castillo Miki que se encontraba en su poder. El asedio duró dos años entre 1578 y 1580 en lo que es conocido como «Asedio de Miki». Al final, al ver que no tenía posibilidades de salir con la victoria decidió cometer seppuku a cambio de que la integridad de sus hombres fuera respetada, aunque se cree que Toyotomi había ya decidido perdonarle la vida.